# Kamala Sohonie
Kamala Sohonie (कमला सोहनी) (Indore, 18 giugno 1911 – Nuova Delhi, 28 giugno 1998) è stata una biochimica indiana.
Nel 1939 divenne la prima donna indiana a ricevere un dottorato in una disciplina scientifica. La sua ammissione e il suo lavoro presso l'Indian Institute of Science di Bangalore hanno aperto la strada alle donne per essere accettate nell'istituzione per la prima volta nella sua storia.
La sua ricerca ha approfondito gli effetti delle vitamine e i valori nutritivi di legumi, riso e gruppi di prodotti alimentari consumati da alcune delle sezioni più povere della popolazione indiana. Il suo lavoro sui benefici nutrizionali dell'estratto di palma chiamato "Neera" è stato ispirato dal suggerimento dell'allora presidente Rajendra Prasad. Kamala Sohonie ha ricevuto il Rashtrapati Award per questo lavoro.

## Biografia
Kamala Sohonie (nata Bhagvat) è nata nel 1912 a Indore, nel Madhya Pradesh, in India. Suo padre, Narayanarao Bhagvat, così come suo zio, Madhavrao Bhagvat, erano chimici ed ex studenti del già Tata Institute of Sciences (che in seguito divenne l'Indian Institute of Science) di Bangalore. Kamala seguì la "tradizione familiare" e si laureò nel 1933 con una laurea in Chimica (principale) e Fisica (sussidiaria) presso la Bombay University .
Kamala fece poi domanda all'Istituto indiano di scienze per una borsa di ricerca, ma la sua richiesta fu respinta dall'allora direttore e premio Nobel Prof. CV Raman sulla base del fatto che le donne non erano considerate abbastanza competenti per intraprendere il campo della ricerca. Kamala rispose al rifiuto tenendo un "satyagraha" fuori dall'ufficio del Prof. CV Raman, fatto che lo convinse a concederle l'ammissione, ma a tre condizioni:
- non sarebbe stata ammessa come candidata regolare e sarebbe rimasta in prova per il primo anno, inoltre la sua ammissione sarebbe stata resa pubblica in tutto il campus dopo che avesse avuto successo nel suo lavoro;
- avrebbe dovuto lavorare a tarda notte secondo le istruzioni della sua guida;
- non avrebbe rovinato l'ambiente del laboratorio (non avrebbe dovuto rappresentare una 'distrazione' per i ricercatori maschi).

Benché umiliata dalle condizioni, Kamala accettò i termini, diventando così nel 1933 la prima donna ad essere ammessa nell'istituto. In seguito avrebbe detto: "Sebbene Raman fosse un grande scienziato, aveva una mentalità molto ristretta. Non posso mai dimenticare il modo in cui mi ha trattato solo perché ero una donna. Anche allora, Raman non mi ha ammesso come studente normale. Questo è stato un grande insulto per me. Il pregiudizio contro le donne era così pesante in quel momento. Cosa ci si può aspettare se anche un premio Nobel si comporta in questo modo ?". Dopo un anno, molte donne hanno ottenuto l'ammissione all'istituzione.

### Carriera e ricerca
Il mentore di Kamala all'IISc era Sri Srinivasayya. Durante la sua permanenza lì, lavorò sulle proteine nel latte e nei legumi (un argomento particolarmente significativo nel contesto indiano). La sua dedizione e coraggio di ricerca hanno influenzato la decisione di Raman di far entrare le donne nell'IISc un anno dopo aver completato la laurea con lode nel 1936.
Fu quindi invitata all'università di Cambridge nel Regno Unito per lavorare sotto la guida del dott. Derek Richter nel laboratorio di Frederick G. Hopkins. Divenne studentessa del Newnham College, immatricolandosi nel 1938 e studiando per l'esame finale di laurea in Scienze naturali e biologiche. Quando Richter lasciò, lavorò sotto l'egida del Dr. Robin Hill e studiò i tessuti vegetali. Dal suo lavoro sulle patate, scoprì l'enzima "Citocromo C" che svolge un ruolo essenziale nella catena di trasporto degli elettroni (il processo mediante il quale viene creata energia per gli organismi), presente nelle piante, nelle cellule umane e animali. La sua tesi sull'argomento è stata completata in 14 mesi ed era lunga 40 pagine.
Dopo aver ricevuto il suo dottorato di ricerca, Kamala tornò in India nel 1939. Come sostenitrice del Mahatma Gandhi, volle tornare nel suo paese e contribuire alla lotta nazionalista. Fu nominata Professore e Capo del Dipartimento di Biochimica del Lady Hardinge Medical College di Nuova Delhi. Successivamente, lavorò presso il Nutrition Research Laboratory di Coonoor come vicedirettore, concentrandosi sugli effetti delle vitamine.
Sposò MV Sohonie, un attuario, nel 1947 e si trasferì a Mumbai. Entrò a far parte del Royal Institute of Science come Professore presso il Dipartimento di Biochimica e lavorò sugli aspetti nutrizionali dei legumi. Si ritiene che il suo incarico alla carica di direttore dell'Istituto sia stato ritardato di 4 anni a causa del pregiudizio di genere nella comunità scientifica. Durante questo periodo, Kamala e i suoi studenti condussero importanti ricerche su tre gruppi di prodotti alimentari che sono consumati principalmente da fascedi persone economicamente svantaggiate in India.
Kamala iniziò a lavorare sulla "Neera" (linfa estratta dall'infiorescenza di varie specie di palme toddy) su suggerimento dell'allora presidente dell'India, Rajendra Prasad. Riscontrò notevoli quantità di vitamina A, vitamina C e ferro nella bevanda e che questi elementi possono sopravvivere alla processazione della Neera.
Studi successivi hanno indicato che l'inclusione di Neera nella dieta dei bambini adolescenti malnutriti e delle donne in gravidanza di comunità tribali come supplemento dietetico economico ha portato a un significativo miglioramento della salute. Le è stato assegnato il Rashtrapati Award per il suo lavoro in quest'ambito.

### Morte ed eredità
Kamala fu un membro attivo della Consumer Guidance Society of India (CGSI). Fu eletta presidente della CGSI per il periodo 1982-1983 e scrisse articoli sulla sicurezza dei consumatori per la rivista "Keemat".
Kamala Sohonie morì nel 1998, poco dopo il collasso durante una cerimonia di congratulazioni organizzata dall'Indian Council of Medical Research (ICMR) a Nuova Delhi.